# Tranzycja (biologia)

Porównanie tranzycji (niebieskie) i transwersji (czerwone)

Tranzycja – zmiana prawidłowych nukleotydów w DNA na inne w ramach jednej grupy zasad azotowych (puryn lub pirymidyn) – adeniny na guaninę, a cytozyny na tyminę (i na odwrót). Jeden z rodzajów mutacji genowych. Zarówno tranzycja jak i transwersja należą do typu mutacji jakim są substytucje.